# Tueba
Tueba (Léopoldville, Congo-Léopoldville; 13 de marzo de 1963) es un exfutbolista de la República Democrática del Congo que jugaba en la posición de centrocampista.

## Carrera

### Club
| Periodo   | Club                |
| --------- | ------------------- |
| 1985–1986 | AS Vita Club        |
| 1986–1988 | SL Benfica          |
| 1988–1989 | Vitória Setúbal     |
| 1989–1991 | FC Tirsense         |
| 1991–1992 | SC Farense          |
| 1992–1993 | Gil Vicente FC      |
| 1993–1994 | Leixões SC          |
| 1995–1996 | Amora FC            |
| 1996–1997 | Dragões Sandinenses |
| 1997–1998 | Ourique DC          |
| 1998–2000 | União Santiago      |

### Selección nacional
Jugó para Zaire en 7 ocasiones de 1987 a 1992 y anotó dos goles; participó en dos ediciones de la Copa Africana de Naciones.

## Logros
- Primeira Liga: 1986–87
- Taça de Portugal: 1986–87
- Supertaça Cândido de Oliveira: 1986